# Стоун (фильм, 1974)
«Стоун» (англ. Stone) — австралийский кинофильм 1974 года о полицейском, работающем под прикрытием в банде байкеров. Режиссёр Сэнди Харбатт также сыграл в фильме одну из главных ролей.
Несмотря на кассовый успех и культовый статус «Стоуна», Харбатт больше не снял ни одного фильма и не снимался как актёр.
Некоторые актёры, такие как Хью Кияс-Бёрн и Роджер Уорд, впоследствии снимались в «Безумном Максе».

## Сюжет
Стоун — офицер полиции из Сиднея, который получает опасное задание: внедриться в незаконную группировку байкеров GraveDiggers и расследовать загадочные убийства её членов. Бандой руководит некто Гробовщик, ветеран войны во Вьетнаме, также в неё входят Хукс (Роджер Уорд), Тоад (Хью Кияс-Бёрн), Доктор Смерть (Винсент Джил), Капитан Миднайт (Бинди Уильямс), Септик (Дьюи Хангерфорд) и Ванесса (Ребекка Гиллинг), девушка Гробовщика. Участвуя в гонках на мотоциклах и помогая GraveDiggers сражаться с другой группировкой под названием Чёрные Орлы (англ. Black Hawks), Стоун раскрывает заговор полиции против байкерского клуба. Теперь он должен решить, на чьей он стороне: своих бывших начальников, или же на стороне своей банды.

## В ролях
- Кен Шортер — Стоун
- Сэнди Харбатт — Гробовщик
- Ребекка Гиллинг — Ванесса
- Роджер Уорд — Хукс
- Хью Кияс-Бёрн — Тоад
- Винсент Джил — Доктор Смерть
- Бинди Уильямс — Капитан Миднайт
- Дьюи Хангерфорд — Септик
- Билл Хантер — бармен

## Производство

### Транспорт

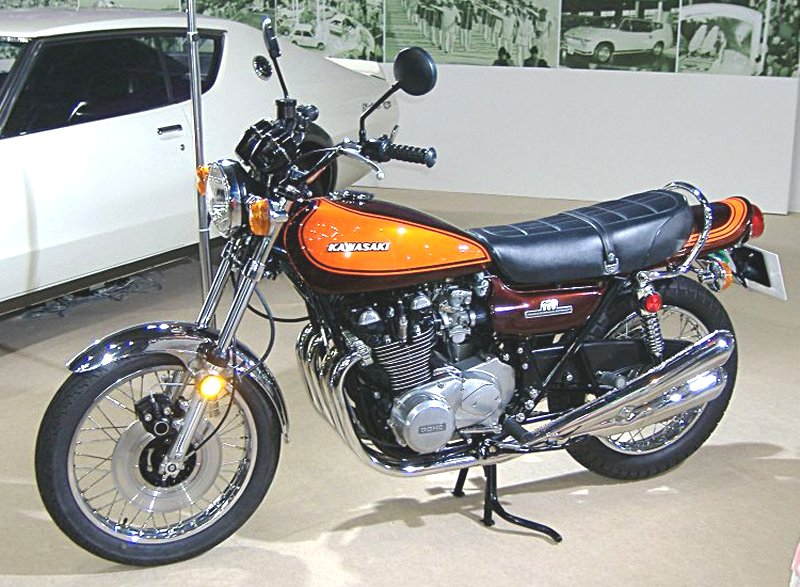
Мотоцикл Kawasaki 900 Z1, транспорт членов банды GraveDiggers

Члены банды GraveDiggers разъезжают на мотоциклах фирмы Kawasaki, в то время как герой Кена Шортера ездит на мотоцикле Norton.

### Места съёмок
- Кернелл[англ.], пригород Сиднея — Google Maps
- Автострада F3[англ.] между Сиднеем и Ньюкаслом — Google Maps
- Фортификационные сооружения Middle Head в заливе Порт-Джэксон — Google Maps
- Пляж Washaway — Google Maps
- Lana Cove, в особенности улицы Burns Bay Road и River Road — Google Maps

## Документальный фильм
В 1999 году, к 25-й годовщине выхода оригинального фильма, вышел документальный фильм «Стоун Навсегда» (англ. Stone Forever). Режиссёр Ричард Куиперс встретился с создателями «Стоуна» режиссёром Сэнди Харбаттом и продюсером Дэвидом Ханнэем и они вместе обсудили культурное влияние фильма и судьбы актёров и съёмочной группы.
Также фрагменты из «Стоуна» и интервью с режиссёром появились в документальном фильме «Не совсем Голливуд: Потрясающая, нераскрытая история австралийского эксплуатационного кино».